# 野原新之助
野原新之助（日语：／ Nohara Shinnosuke）是日本漫畫家臼井儀人的漫畫作品《蠟筆小新》中的中心人物，暱稱小新（日语： Shinchan），是個五歲的幼稚園兒童，本作大多是敘述他滑稽無厘頭的行為。

## 外型・姓名由來
小新外表特徵是馬鈴薯形狀的腦袋，濃密的眉毛以及短短的和尚髮型，頭型與祖父野原銀之介十分相似，其濃密的眉毛遺傳了自其父親廣志，其水汪汪的大眼睛則遺傳自其母親美冴。當野原美冴還懷著小新的時候，只要野原廣志在美冴的視線範圍裡翻出美女的照片，小新就會在美冴的子宮裡作出激烈的胎動。名字是廣志於小新出生前，特地和其他候選名字寫在一張白紙上，但由於小新誕生當天忽然落下滂沱大雨，當廣志抵達醫院見到剛出世的小新並掏出口袋中的字條時，字條的筆跡已被雨淋至模糊，僅剩下「しん」、「の」、「すけ」三字可辨識，廣志和美冴故為此將小新正式取名叫「しんのすけ（新之助）」。但在劇場版《風起雲湧！壯烈！戰國大會戰》提到小新的漢字名為野原信之介。
小新和朋友玩相撲時，為自己取的藝名叫做「不理之山」（ブリノ山），似乎和父親廣志中學時製作的紙相撲人偶「廣之山」（広ノ山）互相呼應。

## 性格・特徵
- 性情懶惰，不愛整理房間，還常常把玩具丟得滿地都是，偶爾討厭洗澡，也不喜歡剪指甲；人小鬼大、早熟、不太積極、口無遮攔、白目、無厘頭、自由奔放又幽默，行事不同一般人的邏輯，絲毫不受父母管教，也經常給父母添麻煩，其中最愛以嘲弄媽媽美冴的身材、年紀為樂，導致常常吃了其憤怒鐵拳（或稱美冴拳）跟太陽穴轉轉神功（此管教方式實際上對5歲小孩是不當的方式）；但是他的頭如石頭般堅硬，而且有越打越硬的趨勢；不只劇中欺負人的小孩如美冴般敲小新的頭時會痛到垂淚，有時連美冴打完小新時都會痛到甩手。另外，由於其領導的特質，導致廣志或夢冴也經常與他一起嘲弄美冴，結果當然是廣志或夢冴與他一同被美冴修理。
- 總是會不問自取的去使用別人的物品（尤其是美冴的高級貨）而被處罰，或是不經過人家同意食用別人準備的食物而讓妮妮的母親十分討厭小新。
- 非常貪吃，時常在妮妮家蹭吃蹭喝讓妮妮的母親非常討厭小新，也容易被食物收買而改變立場。
- 生氣時脾氣很暴躁，但是也很容易消氣，除非在極端的情況下生氣則較難消氣。偶尔有孝順父母，有幫助別人的一面，在照顧妹妹小葵（野原向日葵）的時候則負有責任感。有次因在河堤玩耍不慎撞擊頭部得到短暫失憶症，將自己缺點瞬間改掉的180度大轉變，成為一個乖孩子[3]，但會令家屬、師長和朋友陷入恐慌，同時也很聰明[註 3]。
- 很喜歡露出自己的屁股，尤其是常在旁觀者不希望其表演的情況，露出屁股後彎下腰、並以雙手來回擺動，他稱這個姿態是「屁股見光外星人」(ケツだけ星人)並發出「噗哩噗哩」(ブリブリ～！)的聲音，他偶爾也會露出自己的小象。
- 有著遺傳自祖父銀之介和父親廣志的好色個性，很喜歡看色情書刊或寫真集，在劇中亦有幾次試圖在深夜觀看成人電視節目，或是在圖書中暗夾寫真集的舉動。和銀之介格外合拍，經常搭訕美麗的大姐姐（18歲以上），且對同年齡的女孩沒興趣。常常以「喜歡喝牛奶嗎」或是「喜歡吃納豆嗎」等語上前搭訕；在興奮到極點時，會如同蒸氣火車般的冒煙與發出氣笛聲。每次去游泳池玩水時還妄想進去女子更衣室，當然最後都在美冴的阻撓與封殺下無法得逞。
- 喜歡玩一些自創的奇怪遊戲，例如「沒有鬼的躲貓貓」、「尋找負離子遊戲」、「屍體遊戲」、「曬魚乾遊戲」、「樹懶遊戲」、「美人魚遊戲」等；他也會穿符合遊戲情境的衣服，例如裝扮成昆蟲。
- 喜歡的動畫包括動感超人、鋼彈勇士（又稱剛達姆機器人）、不可思議的魔女瑪莉和點心[4]。喜歡吃巧克比（巧克力餅乾）、咖哩。討厭青椒、洋蔥、紅蘿蔔還有蔥（拌納豆時才會吃），特別是前面兩樣完全不吃[註 4]。
- 說話時會發錯音或說反話，例如把「好大方」說成「好大胖」或「好大腿」，在自己回家時會說「你回來了」。有時會把字詞念反，例如「點心」唸成「心點」。值得一提的是，片中有許多影射現實的品牌，也使用相同的手法，例如「碧雪」等等。
- 有時喜歡畫畫，常畫動感超人和剛達姆機器人，他曾經自己創造過一個名為「不理不理（發音取自他露屁股跳舞時會發出的聲音，或譯為肥嘟嘟）左衛門」（配音：神谷浩史）的武士豬的角色。漫畫和動畫劇場版作品裡有幾個單元以小新和不理不理左衛門的冒險故事為主題。
- 能用屁股作出不同的動作例如滑雪、走路、持劍、釣魚等。曾經先後在妮妮的家裡和小愛的發表會當中用腳和屁股彈鋼琴。
- 遺忘事情的速度也十分快速，但是不會忘記喜歡的女明星的三圍資料。
- 善於訓練小狗，將小白訓練成能做出不同動作如捲曲成球狀（棉花糖）、搔癢等。也訓練牠生活技能，例如跑腿。
- 不懂得煮食，只會做包著酸梅的御飯糰，曾自己做咖哩但完全失敗[註 5]。
- 喜歡唱歌，但是使用吶喊式的方式歌唱。
- 很少喝白開水，大多數都喝牛奶、果汁、汽水、茶類等等。
- 喜歡玩cosplay，經常裝扮成動感超人。

## 角色特長
- 手工藝非常了得，經常製作各種特殊的變裝道具服用於自創的遊戲。
- 擅長運動，可輕易攀爬和貼在牆上，有著過人的平衡感[註 6]。冰上運動技術方面，無論滑雪、溜冰或是單板滑雪都應用自如，甚至可以用砧板及臉盆滑雪。水上運動方面，動畫第291話游泳比賽裡曾用浮板於泳池衝浪。擅長的狗爬式的游泳速度比廣志的自由式速度還快，第一次上游泳課就以狗爬式輕鬆贏過了風間的自由式，另外漫畫後期游泳接力比賽篇，於第3棒就使出了更快的狗爬式過了玫瑰班的河村康雄，那瞬間打動了討厭游泳的酢乙女愛接力第4棒，最後令向日葵班贏得了冠軍。
- 功夫了得，在劇場版《蠟筆小新：功夫小子〜拉麵大亂鬥〜》中，被譽為是軟Q軟Q真拳的天才。
- 釣魚技術高超，一次使用八個魚餌可以讓魚全部上鉤。曾經釣到夢幻大鯉魚。
- 只會書寫假名，且有書寫顛倒等問題。不過在劇場版《蠟筆小新：風起雲湧！壯烈！戰國大會戰》中以毛筆書寫日本片假名時，又兵衛給予極高的評價。
- 劍道才能高強，能用筷子切裂飄落的樹葉和用筷子夾著飛行中的蒼蠅（不過本人卻誤以為失敗），也曾經拿過劍道大賽的亞軍（急著回家看動感超人，使對手不戰而勝）。
- 電腦操作能力極強，初次使用即可利用電腦畫出動畫。也會將電腦動畫透過網際網路來使兩台電腦的動畫有所關聯。
- 學習能力很高，在劇場版《蠟筆小新：風起雲湧！光榮燒肉之路》中學了不久就能自由地騎風間徹的自行車。
- 懂得照顧年紀比自己小的孩子。
- 似乎懂得西班牙語，在劇場版《蠟筆小新：我的搬家物語 仙人掌大襲擊》和西班牙旅遊中跟本地人交流基本無障礙。
- 頭殼堅硬，被小剛打了幾拳也渾若無事。在第16話《跟欺負別人的孩子一起玩》體現。
- 屁股是最厲害的，能用屁股做出花里胡哨的驚人操作。
- 做菜手藝非常厲害，總是無意間的完美做出一道菜，幾乎每道菜都能輕易上手。

## 人際關係
- 迷戀著女大學生大原娜娜子，但有時會與同學風間徹有著超越友情的曖昧情節。《SP特別篇》的夏威夷旅行篇，小新偕同家人至夏威夷旅行時短暫迷戀當地潛水教練麗莎·格蕾絲，但在獲知麗莎準備隨行醫的男友麥克遠行非洲後以失戀告終。
- 其實頗有異性緣，特別是部分同年齡的女孩子（如酢乙女爱，美穗，小朋）會被他的性格或「低級舉動」給深深吸引，但本人完全毫無任何感覺。
- 在雙葉幼稚園裡和同班同學風間徹、櫻田妮妮、佐藤正男、阿呆交情最好，五人自稱「春日部防衛隊」。初遇玫瑰班的河村康雄便被對方要求舉行馴狗比賽而贏過對方，導致此後河村經常藉故聘請其班內高手向小新發起各類挑戰，但往往在重要關頭被小新逆轉戰局。此外，小新經常調侃高倉文太園長、吉永綠老師、松坂梅老師及後來新進的上尾義美老師，但有時會幫助師生們解決問題。
- 和在地的不良少女三人組「琦玉紅蠍隊」頻繁往來，在某次偕同美冴和小葵搭車接應廣志的期間認識暴走族團體「KSB48」團長，此後母子倆和後者持續保持連絡。

## 經歷
- 野原廣志和野原（舊姓小山）美冴所生，就讀雙葉幼稚園向日葵班，隨著劇情進展收養被拋棄的流浪犬小白，美冴再度懷孕並誕下妹妹野原向日葵（小葵）。
- 居住在琦玉縣春日部市，後來因為住家屋齡老舊，加上小新在瓦斯外洩時點燃火槍造成氣爆炸毀住家，野原家暫住鄰居北本太太家幾日後遷居雞飛狗跳莊（另譯「胯下痛公寓」）一段期間，後由於美冴已在野原家發生氣爆事件前投保火災險而獲得理賠金，野原家利用保險賠償金重建並搬回住家（漫畫第29冊至第33冊，動畫第395話至第436話）。

## 未來
目前除了蠟筆小新中登場的小學生小新與動畫原創高中生小新外，其他登場的未來小新都沒有露出他的外貌過，在劇場版蠟筆小新：超時空！風起雲湧 我的新娘中，刻意讓大人小新僅以側臉示人，正面鏡頭亦透過各式手法遮擋，僅看得到嘴巴。
- 未來將進入市立小學—動感小學就讀，班級為1年1班。
- 未來進入春日部市立高中，並擔任拳擊社社長（動畫版原創，熱血青春高校生）。
- 自未來前來的19歲風間口中得知，未來因反叛而企圖支配人類的電腦會被19歲小新的無厘頭謎語所破壞；而成為人類的救世主，但風間似乎不敢提起未來小新的事情。
- 在劇場版《雲黑齋的野心》中，利用時間服變化成大人的樣子。
- 在劇場版《超時空！風起雲湧 我的新娘》中，準岳父金有增藏聘他到金有電機研究所工作，被其以無聊為由拒絕。且小新與名為金有民子的女性有著婚約，而職業較有可能為科研專家（金有道一曾經想聘請小新到研究部工作）或保衛地球的動感超人，不過在電影最後也說明了這並不是絕對性的未來。
- 在爽健美茶廣告《另一個蠟筆小新》中做特攝片《動感超人》的電視幕後人員，且性格成熟許多。

## 備註
1. ↑  矢島晶子於2018年6月宣布因為個人聲帶老化影響，無法再自然演出野原新之助的聲音而結束《蠟筆小新》的動畫演出，其後的動畫戲份則交由小林由美子接替演出。
2. ↑  蔣篤慧於2019年6月表示，為休養身體將暫停工作，後於2019年9月16日因子宮頸癌併發多重器官衰竭病逝，享年49歲。
3. ↑  另外在漫畫原著和動畫第227話也有小新誤將廣志放在冰箱的雞尾酒當果汁飲用醉酒後，變得乖巧主動作家事的描寫。
4. ↑  但在動畫《超不會呼風喚雨的幼稚園兒》篇，因為短暫失憶症的影響而乖乖將便當裡的青椒吃掉。
5. ↑  但在「夢中的咖哩大會」篇在營養師和幼稚園師生的指點和合作下完成咖哩。在劇場版《蠟筆小新：風起雲湧！猛烈！大人帝國的反擊》中懂得製作幼兒用牛奶的方法
6. ↑  在劇場版《蠟筆小新：風起雲湧！猛烈！大人帝國的反擊》中踩在校車的方向盤上，用踢踏舞的方式駕駛校車載一夥人逃亡。